# Léon Papin Dupont
Ctihodný Nicolas Léon Papin Dupont de l'Épine (24. ledna 1797, Le Lamentin, Martinik – 18. března 1876, Tours) byl francouzský laik, horlivý katolík, který působil především v Toursu. Je nazýván "svatý muž z Toursu" nebo také "apoštol Svaté Tváře", protože byl velkým propagátorem úcty ke Svaté Tváři. Byl také velkým ctitelem sv. Martina a inicioval obnovu baziliky, kde byl tento světec pohřben. 

## Stručný životopis
Pocházel ze šlechtické rodiny markýzů Papin Dupont de L'Épine původem z Bretaně, v mateřské linii byl dokonce přibuzný s císařovnou Josefínou ale celý život se nechával oslovovat pouze jako pan Dupont. Rodina žila na Martiniku, Léon se po studiích ve Francii oženil v roce 1827. Jeho žena ovšem již v roce 1833, krátce po porodu jediné dcerky zemřela, a Léon se - poté, co zemřela i dcera - přestěhoval do francouzského Toursu.  

### Úcta ke svaté Tváři
V Toursou začíná žít svatým životem, setkává se se sv. Jeanne Jugan a podporuje její Malé sestry chudých. Pod vlivem karmelitky Marie od svatého Petra a Svaté Rodiny začíná šířit úctu ke Svaté Tváři. Dvě kopie Veroničiny roušky uložené ve vatikánské bazilice dostal v roce 1851: jedna byla určená pro noční adorace před Nejsv. svátostí (které propagoval a podporoval), druhou umístil ve svém salónu a dal k ní olejovou lampu jako věčné světlo. Krátce poté, olej začal uzdravovat nemocné, a Dupontův vliv zesílil. Následně, po jeho smrti, v roce 1884, založil tourský arcibiskup Charles Théodore Colet v Tours bratrstvo Svaté Tváře, o rok později jej papež Lev XIII. povýšil na arcibratrstvo. Jeho členy byly napčř. všichni členové rodiny Martinových, včetně sv. Terezie z Lisieux, jejíž řeholní jméno bylo Terezie od Dítěte Ježíše a svaté Tváře.

### Úcta ke sv. Martinovi z Tours
Úcta k tourskému biskupovi sv. Martinovi pro Duponta znamenala především podnět k charitativní činnosti. CHtěl však také obnovit světcovu baziliku nad jeho hrobem, protože v jeho době neexistovala, byla zbourána během francouzské revoluce. Dne 14. prosince 1860 jím organizované vykopávky zaznamenaly objev ostatků sv. Martina, nová bazilika svatého Martina byla dokončena až v roce 1902.

### Smrt, úcta, beatifikační proces
Léon Dupont zemřel v Tours dne 18. března 1876. Po jeho smrti zakoupila jeho dům arcidiecéze a zřídila v něm Oratoř svaté Tváře, která je i sídlem arcibratrstva, dnes v péči dominikánů. Kauza Dupontovy beatifikace započala roku 1891 a roku 1939 byla předána do Říma Svatému stolci. Papež Jan Pavel II. jej podepsáním dekretu o jeho heroických ctnostech prohlásil za ctihodného dne 21. března 1983.